# Idaea microptera
Idaea microptera är en fjärilsart som beskrevs av W. Warren och Rothschild 1905. Idaea microptera ingår i släktet Idaea och familjen mätare. Inga underarter finns listade i Catalogue of Life.